# Вінсент ван Петтен
Вінсент ван Петтен (англ. Vincent Van Patten; нар. 17 жовтня 1957) — колишній американський тенісист.
Найвищу одиночну позицію світового рейтингу — 26 місце досяг 2 листопада 1981, парну — 24 місце — 15 вересня 1986 року.
Здобув 1 одиночний та 1 парний титул.
Найвищим досягненням на турнірах Великого шолома був чвертьфінал в парному розряді.
Завершив кар'єру 1987 року.

## Фінали Серії Чемпіоншип тенісного Гран-прі

### Одиночний розряд (1 перемога)
| Результат | W/L | Дата | Турнір        | Покриття | Суперник       | Рахунок       |
| --------- | --- | ---- | ------------- | -------- | -------------- | ------------- |
| Перемога  | 1–0 | 1981 | Токіо, Японія | Килим    | Марк Едмондсон | 6–2, 3–6, 6–3 |